# 湾里管理局
湾里管理局，是中华人民共和国江西省省会南昌市的一个派出机构。

## 地理
湾里管理局面积为238平方公里，北边与永修县、新建區接壤，西边与安义县接壤，东边和南边与新建区、南昌經開区接壤，常住人口11.5万。
湾里管理局山地占总面积72.3%，水面占4.9%，属亚热带季风湿润气候，雨量充沛，日照丰富，气候凉爽，年平均气温14.5℃—17.6℃。全区森林面积26万亩，森林覆盖率达73.27%。

## 历史
建立前，湾里分属新建县（今新建區）、安义县和永修县。1969年11月，南昌市革命委员会设立临时派出机构“湾里地区战备外迁指挥部”，指定南昌市部分企事业单位迁至梅岭南侧的湾里地区。同年12月，经江西省革命委员会批准，将南昌市北郊梅岭山区、新建县梅岭垦殖场、安义县太平垦殖场、永修县马口公社罗亭大队、上坂大队合并设立南昌市梅岭管理区。后陆续将新建县梅岭公社风景大队、望城公社招贤大队、佘牟大队、湾里大队，安义县万埠公社名山大队划归梅岭管理区管辖。
1981年3月，设立南昌市湾里区。1985年3月15日，湾里区梅岭乡群众村、罗亭乡赤海村划归新建县乐化乡管辖。1986年11月7日，梅岭乡改为梅岭镇。1995年12月12日，撤销湾里乡，设立湾里镇。1996年9月13日，湾里镇更名为招贤镇。1999年12月31日，撤销罗亭乡，设立罗亭镇。2001年11月15日，撤销红星乡，划归招贤镇。
2019年12月13日，根据《关于同意江西省调整南昌市部分行政区划的批复》（国函〔2019〕105号），中华人民共和国国务院同意撤销湾里区，其行政区域并入南昌市新建区。
2020年6月28日上午，湾里管理局在湾里行政服务中心举行挂牌揭牌仪式，为南昌市政府的派出机构，原湾里区行政区域所辖的镇、街道、管理处委托该管理局代管。

## 行政区划
湾里管理局下辖2个街道和4个镇，共有11个社区、37个行政村：站前街道、幸福街道、招贤镇、梅岭镇、罗亭镇、太平镇。